# Сантос, Руфино Хиао
Руфино Хиао Сантос (исп. Rufino Jiao Santos; 26 августа 1908, Гуагуа, Филиппины — 3 сентября 1973, Манила, Филиппины) — первый филиппинский кардинал. Титулярный епископ Барки и вспомогательный епископ Манилы с 19 августа 1947 по 29 сентября 1949 и со 2 декабря 1950 по 10 февраля 1953. Генеральный викарий Манилы с 29 сентября 1949 по 2 декабря 1950. Апостольский администратор епархии Липы с 10 декабря 1949. Апостольский администратор территориальной прелатуры Инфанты с марта 1950. Военный викарий Филиппин с 10 декабря 1951 по 3 сентября 1973. Апостольский администратор Манилы с 17 октября 1952 по 10 февраля 1953. Архиепископ Манилы с 10 февраля 1953 по 3 сентября 1973. Кардинал-священник с 28 марта 1960, с титулом церкви Санта-Мария-деи-Монти с 31 марта 1960.

## Биография
Родился в Санто-Ниньо, Гуагуа, провинция Пампанга четвёртым из семерых детей в семье. В детстве был активным аколитом в своём приходе, пел в хоре Манильской Кафедральной Школы. 25 июля 1921 года поступил в семинарию Сан Карлос, в 1929 году стал бакалавром канонического права. В июле 1931 году он стал доктором теологии в Папском Григорианском университете, а в октябре, по специальному разрешению папы, не достигнув положенного 24 летнего возраста, был рукоположен в сан священника в Латеранской базилике.
Похоронен в крипте кафедрального собора Манилы. 